# Верхнепантелеймоновка
Верхнепантелеймоновка — упразднённое село в Зеленчукском районе Карачаево-Черкесской республики Российской Федерации. Входило в состав Сторожевого сельсовета. Исключено из учётных данных в 1960-х годах.

## География
Располагалось на левом берегу реки Себельда, приблизительно в 14,5 км (по прямой) к юго-западу от станицы Сторожевой и в 9 км к юго-востоку от села Уруп.

## История
Село Пнтелеймоновское было приписано к станице Сторожевой и в 1910-х годах в нём проживало 625 человек. По данным на 1925 год село Пантелеймоновское состояло из 105 хозяйств, в нём проживало 1006 человек (501 мужчина и 505 женщин) и являлось центром Пантелеймоновского сельсовета Зеленчукского района Карачаево-Черкесской автономной области.
В 1962 году в населённом пункте насчитывалось 163 хозяйства, но, примерно в это же время, село попало в разряд неперспективных.